# Johann Peter Silberberg
Johann Peter Silberberg (* 8. September 1726 in Elberfeld (heute Stadtteil von Wuppertal); † 21. März 1797 ebenda) war Bürgermeister in Elberfeld.
Silberberg wurde als Sohn des Peter Silberberg (1687–1757) geboren, der 1741 Bürgermeister gewesen war und dessen Frau Anna Margareta Hohdahl (1692–1777). Silberberg selbst begann, wie sein Vater, als Weinhändler in Elberfeld und heiratete am 10. April 1753 Maria Katharina vom Scheidt (1732–1800), mit der er sieben Kinder hatte.
Silberberg wurde 1759 erstmals Ratsmitglied. In den Jahren 1764 und 1768 wurde er für das Amt des Bürgermeisters vorgeschlagen, aber nicht gewählt. Dies änderte sich, als er 1769 gegen die Mitbewerber durchsetzte und für ein Jahr Bürgermeister war. Im Jahr darauf wurde er Stadtrichter und im Anschluss wieder bis 1774 Ratsmitglied. Das war er 1777 nochmal und 1778 wurde er zum zweiten Mal Bürgermeister und somit 1779 wieder Stadtrichter. Danach war er von 1780 bis 1782 und 1784 bis 1787 erneut Ratsmitglied.